# More, More, More (álbum)
More, More, More é o primeiro álbum de estúdio do grupo Andrea True Connection, lançado em 1976, pela Buddah Records.
Durante seu trabalho na Jamaica em 1975, a atriz pornô, Andrea True, impedida de transferir seus ganhos devido a sanções, decidiu investir na gravação de uma demo de "More, More, More" com o produtor musical Gregg Diamond. A música se tornou um sucesso nas  discotecas e foi seguida por outras faixas no estilo disco para o álbum de estreia. 
O álbum obteve sucesso comercial, alcançando a 47ª posição na Billboard 200 e se destacando nas paradas da Austrália e Canadá. O single "More, More, More" alcançou a quarta posição na Billboard Hot 100 e foi um grande sucesso internacional. 
Em 21 de março de 2018, a Sony Music Entertainment Japan o relançou no formato CD, como parte da série "Disco Fever 40", em comemoração ao 40º aniversário do lançamento do filme Saturday Night Fever no Japão. As versões "edit" de "Party Line" e "Fill Me Up (Heart to HeartT)" foram incluídas como faixas bônus.

## Antecedentes e produção
Durante seu apogeu como atriz pornô, por volta de 1975, Andrea True foi contratada por uma imobiliária na Jamaica para aparecer em seus comerciais. Enquanto ela trabalhava lá, o governo jamaicano proibiu a transferência de ativos em resposta às sanções impostas pelos Estados Unidos após a eleição de Michael Manley, um apoiador de Fidel Castro. Para retornar aos Estados Unidos, True teria que perder seu pagamento ou gastar o dinheiro antes de voltar para casa.
True, que nessa época estava tentando entrar na indústria da música, optou por investir o dinheiro na gravação de uma demo de "More, More, More", uma música que ela vinha trabalhando com o produtor musical Gregg Diamond, seu parceiro em um projeto chamado "The Andrea True Connection". Remixada pelo engenheiro de gravação Tom Moulton, "More, More, More" se tornou uma das favoritas nas discotecas. Diamond então escreveu e produziu quatro outras faixas que, para o álbum de estreia de Andrea, foram arranjadas no estilo disco.

## Singles
O primeiro single do álbum, "More, More, More", lançado na virada de 1975 para 1976, tornou-se um grande sucesso, alcançando a quarta posição na Billboard Hot 100 e a segunda posição na parada Dance Music/Club Play nos EUA. Ele também alcançou a posição de número 1 no Canadá e número 5 no Reino Unido.
"Party Line" foi lançado no final de 1976 com menor sucesso nas paradas dos Estados Unidos e Canadá, alcançando as posições de números 80 e 90 nas paradas nacionais dos países mencionados, respectivamente. O single recebeu um resenha favorável da revista Cashbox.

## Recepção crítica
| Críticas profissionais   | Críticas profissionais |
| Avaliações da crítica    | Avaliações da crítica  |
| Fonte                    | Avaliação              |
| ------------------------ | ---------------------- |
| AllMusic                 | [ 11 ]                 |
| Billboard                | Positive               |
| Christgau's Record Guide | B                      |

A recepção da crítica especializada em música foi, em maioria, favorável. O álbum foi descrito como um "conjunto disco forte" que soa "funky e profissional" em uma crítica da revista Billboard, que também observou os "[bons] arranjos" de Diamond e a "voz melhor que a média" de True.
Robert Christgau deu ao álbum uma nota B e escreveu que "mesmo que você não tenha visto seus filmes, ela projeta uma tratabilidade exibicionista que liga as duas mídias de fantasia difundidas de nosso tempo, e de tais conjunções surge a Grande Arte".
Stephen Cook, do site AllMusic, o avaliou com três estrelas de cinco e escreveu que "a estreia de Andrea True Connection é um pouco clássico do kitsch de pista de dança polido" e "um clássico do catálogo disco" que "faz bem em seu único gigante hit com uma variedade altamente agradável e urbana de faixas de dança".

## Desempenho comercial
Comercialmente, o álbum também obteve êxito. Alcançou a posição de número 47 na parada de vendas de álbuns dos Estados Unidos, a Billboard 200. Na Austrália e no Canadá apareceu nas posições de números 57 e 39, respectivamente.

## Lista de faixas
Todas as músicas compostas por Gregg Diamond. Créditos adaptados do encarte do LP More, More, More, de 1976.
| Lado 1         |                     |         |  |
| N.º            | Título              | Duração |  |
| 1.             | "Party Line"        | 6:50    |  |
| 2.             | "Keep It Up Longer" | 4:36    |  |
| 3.             | "More, More, More"  | 6:15    |  |
| Duração total: | Duração total:      | 17:41   |  |

| Lado 2         |                               |         |  |
| N.º            | Título                        | Duração |  |
| 4.             | "Fill Me Up (Heart to Heart)" | 10:03   |  |
| 5.             | "Call Me"                     | 7:28    |  |
| Duração total: | Duração total:                | 17:31   |  |

## Tabelas

### Tabelas semanais
| Tabela musical (1976)         | Melhor posição |
| ----------------------------- | -------------- |
| Australia (Kent Music Report) | 57             |
| Canada (RPM Top Albums)       | 39             |
| US Billboard 200              | 47             |
| US R&B Albums (Billboard)     | 49             |